# Simhopp vid olympiska sommarspelen 1956
De olympiska tävlingarna i simhopp 1956 avgjordes mellan den 30 november och 7 december i Melbourne. 60 deltagare från 16 länder tävlade i fyra grenar.

## Medaljörer
| Gren                            | Guld                   | Silver                | Brons                     |
| Damernas svikt Detaljer...      | Pat McCormick USA      | Jeanne Stunyo USA     | Irene MacDonald Kanada    |
| Damernas höga hopp Detaljer...  | Pat McCormick USA      | Juno Stover-Irwin USA | Paula Jean Myers-Pope USA |
| Herrarnas svikt Detaljer...     | Bob Clotworthy USA     | Don Harper USA        | Joaquín Capilla Mexiko    |
| Herrarnas höga hopp Detaljer... | Joaquín Capilla Mexiko | Gary Tobian USA       | Richard Connor USA        |

## Medaljtabell
| Pl.    | Nation | Guld | Silver | Brons | Totalt |
| ------ | ------ | ---- | ------ | ----- | ------ |
| 1      | USA    | 3    | 4      | 2     | 9      |
| 2      | Mexiko | 1    | 0      | 1     | 2      |
| 3      | Kanada | 0    | 0      | 1     | 1      |
| Totalt | Totalt | 4    | 4      | 4     | 12     |